# 레옹 뒤귀

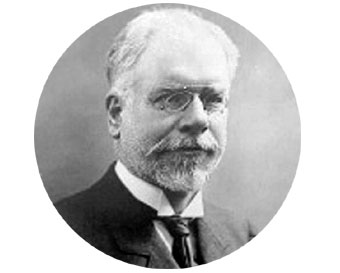

레옹 뒤귀(Leon Duguit, 1859년~1928년)는 프랑스의 공법학자이다.
사회 현상을 경험적으로 취급하여 형이상학을 철저하게 배척하는 입장에서 전통적인 공법 논리, 특히 권력주의적인 독일의 이론과 개인주의적인 프랑스의 이론을 날카롭게 비판하였다. 사회적 근본 사실인 사회 연대 관계를 기초로 하여 주권의 관념과 권리의 관념을 부정해서 공무의 관념을 중심으로 공법 이론의 구성을 시도했다.
저서로는 《공법변천론》(1912년), 《법과 국가》(1917년~1918년), 《헌법론》 5권(1921~1925년)〉 등이 있다.